# Nuennies
Nuennies (en árabe: النوينويش‎, en lenguas bereberes: ⵏⵡⵉⵏⵡⵉⵛ, en francés: Nounouech) es una localidad marroquí perteneciente al municipio de El Borarín, la región de Tánger-Tetuán-Alhucemas. Desde 1912 hasta 1956 perteneció a la zona norte del Protectorado español de Marruecos.